# أبيض وأسود بالألوان (فلم)
أبيض وأسود بالألوان (بالإنجليزية: Black and White in Color) هو فيلم كوميدي تم إنتاجه في فرنسا وصدر في سنة 1976.

## ترشيحات وجوائز
| السنة | الحدث  | الفئة           | النتيجة  |
| ----- | ------ | --------------- | -------- |
|       | أوسكار | أفضل فيلم أجنبي | فـــــوز |

## وصلات خارجية
- أبيض وأسود بالألوان على موقع IMDb (الإنجليزية)
- أبيض وأسود بالألوان على موقع روتن توميتوز (الإنجليزية)
- أبيض وأسود بالألوان على موقع ألو سيني (الفرنسية)
- أبيض وأسود بالألوان على موقع Turner Classic Movies (الإنجليزية)
- أبيض وأسود بالألوان على موقع أول موفي (الإنجليزية)
- أبيض وأسود بالألوان على موقع فيلمافينيتي (الإسبانية)
- أبيض وأسود بالألوان على موقع قاعدة بيانات الأفلام السويدية (السويدية)
- أبيض وأسود بالألوان على موقع قاعدة بيانات الفيلم (الإنجليزية)
- أبيض وأسود بالألوان على موقع ليتربوكسد (الإنجليزية)
- أبيض وأسود بالألوان على موقع كينوبويسك (الروسية)

1. ↑  وصلة مرجع: https://www.oscars.org/oscars/ceremonies/1977.
2. ↑  وصلة مرجع: http://www.imdb.com/title/tt0074972/. الوصول: 21 مايو 2016.
3. 1 2 3 4 5  وصلة مرجع: http://www.allocine.fr/film/fichefilm_gen_cfilm=12214.html. الوصول: 21 مايو 2016.